# Флікер-шум

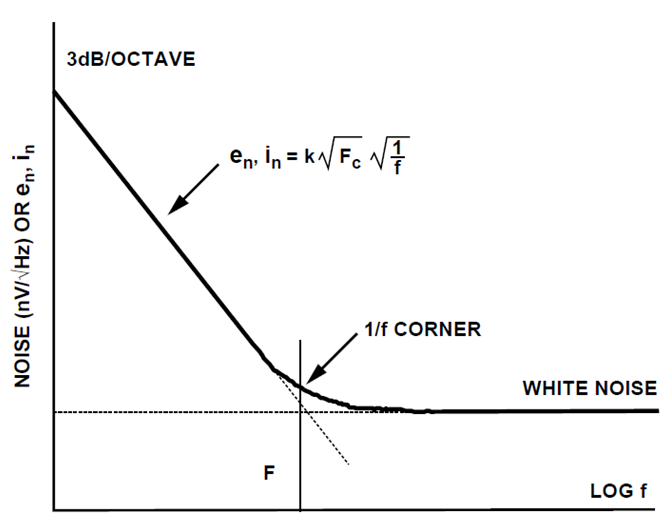
Перехрестя 1/f-шуму з білим шумом на спектральної діаграмі

Флі́кер-шум (фліккерний шум, 1/f шум, іноді рожевий шум у вузькому прикладному розумінні такого терміна) — електронний шум, що спостерігається практично в будь-яких аналогових електронних пристроях; його джерелами можуть бути неоднорідності в провідному середовищі, генерація і рекомбінація носіїв заряду в транзисторах і т. ін. Відкрито в 1925 році. Зазвичай згадується в зв'язку з постійним струмом. Виявляється зазвичай при низьких частотах, при високих же затьмарюється білим шумом.